# Ala de mosca

Ala de mosca vista

L'ala de mosca és un tipus d'encaix de forma trapezoïdal que és més ampla pel cap que per la base, utilitzat en la indústria mecànica. En fusteria rep el nom de cua d'oreneta. És molt utilitzat perquè permet un encaix molt resistent i durador i, com és bàsicament utilitzat en fusta, permet la contracció i expansió de la fusta mantenint la seva integritat estructural. A més, és molt tolerant a vibracions i al suport de grans càrregues de xoc sense que la junta es deteriori.

## Parts
Una junta d'ala de mosca té dues parts: mascles i femelles (o ales, d'aquí rep el nom). Les dues parts encaixen per lliscament entre les parts sense necessitat de lubrificant, i no es poden separar excepte en la direcció de les ales. L'espai entre dues ales no té per què ser el mateix sempre, però cal recordar que és una peça que va encaixada, de manera que si un espai entre femelles és més ample que la resta, caldrà fer el mascle corresponent més ample perquè l'encaix sigui efectiu. L'angle en el quan s'obren les ales (l'angle del trapezi) també és variable; un angle d'entre 8º i 10º és el més comú. També pot variar en funció de la fusta utilitzada per fer la junta; si és de fusta suau o tova, l'angle serà menys pronunciat que en fusta dura.

## Tipus
- Ales de mosca vistes. Se les pot anomenar també com simples o obertes. Aquest tipus de junta d'ala de mosca es diu així perquè en el treball acabat es poden veure les dues superfícies de la fusta que s'han encadellat. S'utilitzen en capses.
- Ales de mosca semicegues. També anomenades 'semiocultes' o 'semicobertes', es diu així quan en una de les superfícies de fusta es veu l'espiga de l'ala de mosca però en l'altra superfície aquesta espiga queda oculta. És un tipus d'ala de mosca més costosa de fer perquè implica que els mascles no són passants, sinó que han de tenir una certa profunditat.
- Guia d'ala de mosca. Són guies presents en altres eines (com per exemple una fresadora) que tenen forma de la junta d'ala de mosca. S'utilitzen perquè són més tolerants a les vibracions i a càrregues de xoc que les guies convencionals
- Ales de mosca cegues. També se'n pot dir ocultes, cobertes o perdudes. S'anomena d'aquesta manera quan la junta no és visible en cap de les superfícies de la fusta.